# Tvornica namještaja Konjuh
Tvornica namještaja Konjuh je poduzeće iz Živinica. Organizirano je kao dioničko društvo.

## Povijest
Osnovali su ga 1885. ugarski poduzetnici, kada je započela organizirana sječa šuma i prerada drveta. Sve do početka 1960-ih Konjuh je imao jednostavnu proizvodnju, širok asortiman i niski stupanj prerade. Tad je Konjuh donio stratešku odluku o svojoj programsko-proizvodnom usmjerenju kojom je potpuno stabiliziran proizvodni program i poduzeće kao cjelina. Usmjerili su se na specijaliziranu, industrijsku proizvodnju namještaja, prvenstveno blagovaoničkih stolova i stolica od masivne bukovine. Konjuh je postao renomirani proizvođač. Pred rat je Konjuh bio gospodarski gigant. Velikosrpska agresija na BiH zaustavila je razvoj Konjuha. Preživio je radom na minimumu i unatoč ratnim nevoljama uspio razviti nove programe: školski i uredski namještaj, parketi, poluproizvodi poput bukovog ljuštenog furnira i otpresaka za tapeciranje i lakiranje. Danas po svojim kapacitetima, ostvarenom prometu i broju zaposlenika pripada kategoriji velikih poduzeća.